# پروتئین‌های غشایی

شکل پروتئین‌ها در غشای سلولی

پروتئین‌های غشایی توده‌های کروی‌شکل هستند که در لایهٔ دوطبقهٔ چربی غشاهای زیستی شناورند. بخش اعظم آن‌ها را گلیکوپروتئین‌ها تشکیل می‌دهند. دو گونه پروتئین در غشای سلولی وجود دارد: پروتئین‌های غشای سراسری که در همهٔ قطر غشاء نفوذ می‌کنند و پروتئین‌های پیرامونی که فقط به یک سمت غشاها می‌چسبند و در آن نفوذ نمی‌کنند.
شمار بسیاری از پروتئین غشایی درونی، مجراهای ساختاری ایجاد می‌کنند که از راه آن‌ها مولکول‌های آب و مواد محلول درآب به‌ویژه یون‌ها می‌توانند بین مایع بیرون‌یاخته‌ای و درون‌یاخته‌ای انتشار یابند. این مجراهای پروتئینی دارای ویژگی‌های انتخابی نیز هستند که انتشار گزینشی برخی مواد به میزان بیشتر از مواد دیگر را امکان‌پذیر می‌سازند. شمار دیگر از پروتئین‌های غشایی درونی به‌عنوان پروتئین‌های حامل برای جابه‌جایی موادی مانند سدیم عمل می‌کنند که در غیر این صورت نمی‌توانستند از لایهٔ دوطبقه چربی نفوذ کنند. گاهی نیز این پروتئین‌های حامل مواد را در جهتی خلاف جهت پخش طبیعی آن‌ها جابه‌جا می‌کنند که «انتقال فعال» نامیده می‌شود. شمار دیگری از پروتئین‌های غشایی درونی، نقش آنزیمی دارند.
پروتئین‌های پیرامونی بیشتر روی سطح درونی غشا وجود دارند و غالباً به یکی از پروتئین‌های غشایی درونی چسبیده‌اند. این پروتئین‌های پیرامونی تقریباً به‌طور کامل نقش آنزیمی یا نقش دیگر سازمان‌دهنده‌های درون‌یاخته‌ای را دارا هستند.

## دسته‌های اصلی
- پروتئین‌های غشای سراسری به‌طور دائمی به غشاء متصل شده‌اند. آن‌ها را می‌توان پروتئین دانست که برای جدا شدن از پوسته به زداینده یا سایر حلال‌های غیرقطبی نیازمند هستند. بسته به نوع پیوند این پروتئین‌ها با غشای دولایهٔ سلولی، آن‌ها را می‌توان به دسته‌های زیر تقسیم کرد:
- پروتئین تراغشایی از داخل تمامی غشا رد می‌شوند. بخش‌های تراغشایی پروتئین به‌صورت صفخات بتا یا مارپیچ‌های آلفا هستند. نواحی به‌صورت مارپیچ‌های آلفا در تمام انواع غشاهای زیستی به‌ویژه غشای سلولی دیده می‌شوند. صفحات بتا تنها در پوسته‌های خارجی باکتری‌های گرم-منفی، دیواره‌های یاخته‌ای لیپیدی برخی از باکتری‌های گرم-مثبت، و غشای میتوکندری‌ها و کلروپلاست‌ها یافت می‌شوند.
- پروتئین‌های غشای پیرامونی به صورت موقتی یا به دولایهٔ لیپیدی یا به پروتئین‌های درونی به‌واسطهٔ ترکیبی از برهم‌کنش‌های آب‌گریزی، الکترواستاتیکی، و غیرکووالانسی متصل شده‌اند.